# Princezna Peach

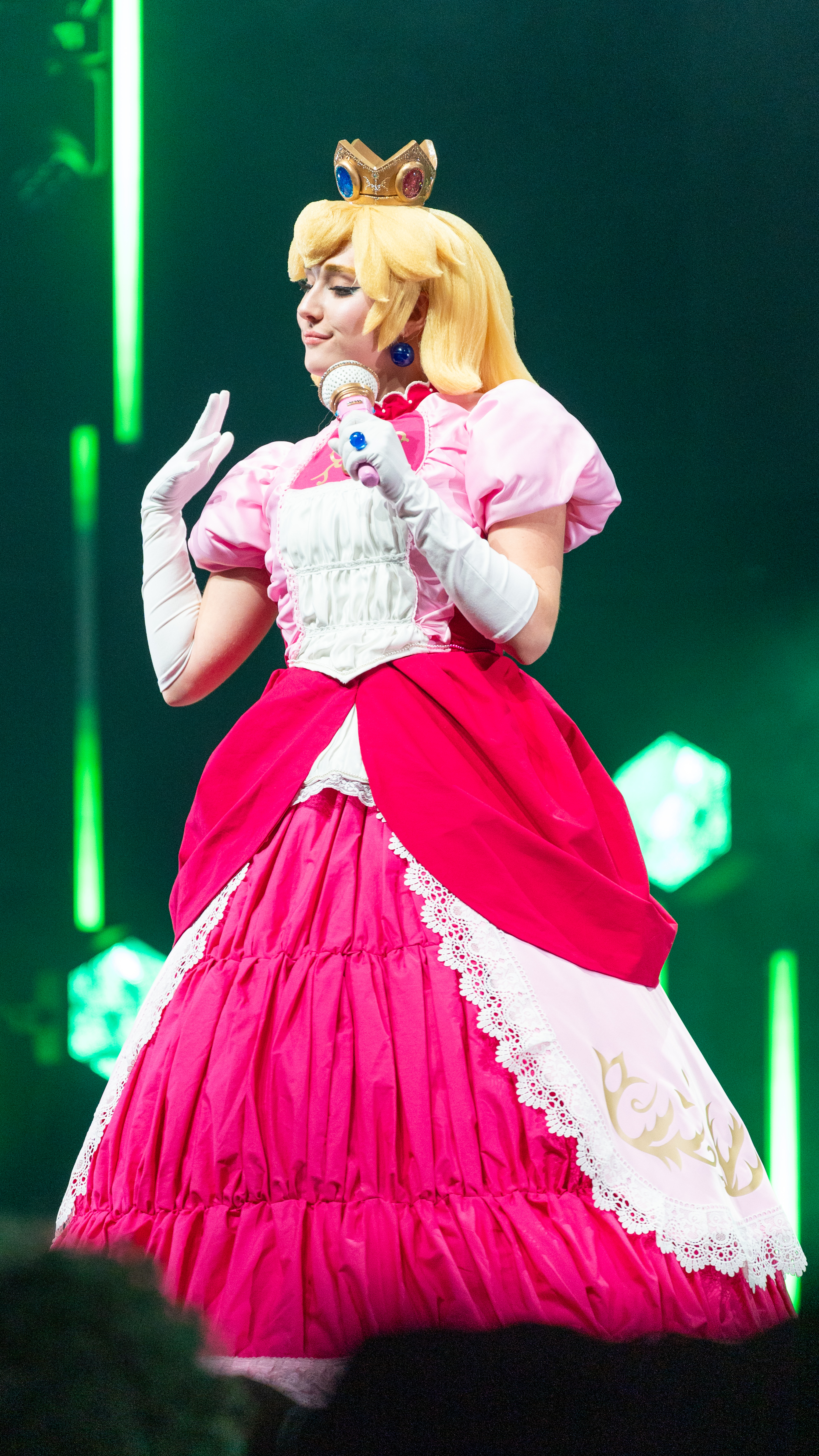
Cosplay princezny Peach

Koruna princezny Peach, její symbol v mnoha videohrách

Princezna Peach (japonsky ピーチ姫) je fiktivní postava z videoherní série Super Mario. Jejím tvůrce je Šigeru Mijamoto. Poprvé se objevila ve hře Super Mario Bros. pro NES v roce 1985 pod jménem princezna Toadstool. Je to princezna v Houbovém království a přebývá na svém hradě spolu s Toady (houbovými služebníky). Vystupuje ve většině videoher ze série Super Mario, většinou v roli dámy v nesnázích, kterou unesl zlý drak Bowser, přičemž italský instalatér Mario, který je do princezny zamilován, má za cíl princeznu osvobodit. V některých hrách ze série ovšem princezna Peach vystupuje jakožto herní postava (např. Super Mario 3D World nebo Super Mario Bros. Wonder), přičemž v některých je dokonce hlavní postavou (např. Princess Toadstool's Castle Run, Super Princess Peach, nebo Princess Peach: Showtime!). Velmi často se objevuje i ve videohrách ze spin-off sérií k hlavní sérii Super Mario, jako je Mario Kart, Mario Party nebo Super Smash Bros.
Princezna Peach je jednou z nejznámějších a nejikoničtějších ženských videoherních postav, přičemž žádná jiná ženská videoherní postava se neobjevila v tolika videohrách, jako princezna Peach. Krom videoher se objevila i v několika komiksech, na dárkových předmětech i ve filmu Super Mario Bros. ve filmu z roku 2023, kde byla v angličtině dabována Anyou Taylor-Joy a v češtině Ivanou Korolovou.
Princezna Peach není jedinou princeznou ve videoherním světě Super Mario. Je zde také Daisy, vládkyně království Sarasaland, kamarádka princezny Peach, do které je zamilovaný Mariův bratr Luigi, nebo vesmírná princezna Rosalina z herní série Super Mario Galaxy. Ve videohře Donkey Kong z roku 1981, kde se Mario poprvé objevil, pak hrála roli ženy v nesnázích postava Pauline.